# Sukabares (Waringinkurung)
Sukabares is een bestuurslaag in het regentschap Serang van de provincie Banten, Indonesië. Sukabares telt 3201 inwoners (volkstelling 2010).